# Park von nationaler Bedeutung
Ein Park von nationaler Bedeutung ist ein geographisches Gebiet in der Schweiz, das vom Bundesamt für Umwelt (BAFU) als «aussergewöhnlicher natürlicher Lebensraum oder Landschaft von besonderer Schönheit» anerkannt wird. Die zuständigen Stellen erhalten vom Bund finanzielle Unterstützung, um die Schaffung, Entwicklung und Verwaltung des Parks zu gewährleisten.
Das Gebiet eines Parks von nationaler Bedeutung zeichnet sich aus durch seine hohen Natur- und Landschaftswerte, insbesondere durch die Vielfalt und Seltenheit der einheimischen Tier- und Pflanzenarten sowie ihrer Lebensräume; die besondere Schönheit und die Eigenart der Landschaft; einen geringen Grad an Beeinträchtigungen der Lebensräume einheimischer Tier- und Pflanzenarten sowie des Landschafts- und Ortsbildes durch Bauten, Anlagen und Nutzungen.
Das Gebiet von Regionalen Naturpärken und von Umgebungszonen in Nationalpärken zeichnet sich zudem aus durch die Einzigartigkeit und besondere Qualität der Kulturlandschaft sowie durch kulturhistorisch bedeutungsvolle Stätten und Denkmäler.

## Rechtsgrundlage und Organisation
Die Schaffung von Pärken von nationaler Bedeutung stützt sich auf Abschnitt 3b des 1967 in Kraft getretenen und 2008 revidierten Bundesgesetzes über den Natur- und Heimatschutz (NHG) sowie auf die 2007 erlassene Verordnung über die Pärke von nationaler Bedeutung (PäV).
19 Vereinigungen, die Projekte zur Schaffung von Pärken unterstützen, gründeten im Mai 2007 das Netzwerk Schweizer Pärke, welches als Dachverband die Interessen seiner Mitglieder wahrnimmt und mit dem BAFU eine Leistungsvereinbarung abgeschossen hat. Als Gegenleistung für finanzielle Unterstützung durch den Bund erfüllt das Netzwerk verschiedene Aufgaben, darunter die Organisation des Erfahrungsaustausches, die Vertretung der Pärke und die Öffentlichkeitsarbeit.

## Parklabel
Die Parks können das Label «Park von nationaler Bedeutung» erhalten, welches der Bekanntmachung des Parks dient. Das Parklabel wird verliehen, wenn die jeweiligen Anforderungen an den Park erfüllt sind. Das Gesuch um Verleihung des Parklabels muss die Charta über den Betrieb und die Qualitätssicherung des Parks, die Statuten der Parkträgerschaft und den Nachweis der räumlichen Sicherung des Parks enthalten.
Das Gesuch um Erneuerung des Parklabels enthält zusätzlich einen Bericht über die Leistungen, die zur Erfüllung der Anforderungen an den Park erbracht worden sind. Die Parkträgerschaft reicht das Gesuch beim Kanton ein. Bei kantonsübergreifenden Projekten reicht sie es bei allen betroffenen Kantonen. Die Kantone prüfen die Gesuchsunterlagen und die Voraussetzungen der Verleihung. Dabei stimmen sich die Kantone untereinander ab. Der federführende Kanton leitet das Gesuch zusammen mit ihren Anträgen an das Bundesamt für Umwelt (BAFU) weiter.
Das Bundesamt für Umwelt verleiht das Parklabel an die Parkträgerschaft für eine Dauer von zehn Jahren.

## Kategorien

### Nationalpark
In einem Nationalpark stehen die freie Naturentwicklung und der Schutz wertvoller Lebensräume im Mittelpunkt. Die Fläche der «Kernzone» eines Nationalparks beträgt mindestens 100 km² in den Voralpen und Alpen; 75 km² im Jura und auf der Alpensüdflanke und 50 km² im Mittelland. Diese kann unter bestimmten Voraussetzungen aus nicht zusammenhängenden Teilflächen bestehen. Mindestens 25 km² der Kernzone befinden sich unterhalb der Waldgrenze. Die 'Umgebungszone' umfasst die Kernzone möglichst vollständig. Sie weist eine Fläche auf, die in einem angemessenen Verhältnis zur Fläche der Kernzone steht.
Zur freien Entwicklung der Natur sind in der Kernzone ausgeschlossen:
- das Betreten ausserhalb der vorgegebenen Wege und Routen sowie das Mitführen von Tieren,
- das Befahren mit Fahrzeugen jeglicher Art,
- das Starten und das Landen mit Luftfahrzeugen aller Art einschliesslich Hängegleitern wie Deltas und Gleitschirmen,
- das Erstellen von Bauten und Anlagen sowie die Vornahme von Bodenveränderungen,
- die land- und waldwirtschaftliche Nutzung mit Ausnahme von traditionellen Weidenutzungen auf klar begrenzten Flächen,
- die Ausübung der Fischerei und der Jagd mit Ausnahme der Regulierung von Beständen jagdbarer Arten zur Verhütung erheblicher Wildschäden,
- das Sammeln von Gesteinen, Mineralien, Fossilien, Pflanzen und Pilzen sowie das Fangen von Tieren.

Zur Erhaltung und naturnahen Bewirtschaftung der Kulturlandschaft und zu deren Schutz vor nachteiligen Eingriffen sind in der Umgebungszone:
- die ökologischen Funktionen der landwirtschaftlich genutzten Flächen, des Waldes und der Gewässer zu erhalten und zu fördern,
- die touristische Nutzung und die Erholungsnutzung ökologisch zu gestalten,
- das Landschafts- und Ortsbild zu erhalten und so weit wie möglich aufzuwerten,
- schützenswerte Lebensräume einheimischer Tier- und Pflanzenarten aufzuwerten und zu vernetzen,
- bei neuen Bauten, Anlagen und Nutzungen der Charakter des Landschafts- und Ortsbildes zu wahren und zu stärken,
- bestehende Beeinträchtigungen des Landschafts- und Ortsbildes durch Bauten, Anlagen und Nutzungen bei sich bietender Gelegenheit zu vermindern oder zu beheben.

### Regionaler Naturpark
In einem regionalen Naturpark wird die nachhaltige Regionalentwicklung mit grösstmöglicher Rücksichtnahme auf sensible Naturräume und Landschaften gefördert. Der regionale Naturpark umfasst grossräumige Naturschutzflächen mit eindeutigen Verhaltensregeln für Besucher. Die Fläche eines Regionalen Naturparks beträgt mindestens 100 km² und umfasst in der Regel gesamte Gemeindegebiete.
Zur Erhaltung und Aufwertung der Qualität von Natur und Landschaft sind im Regionalen Naturpark:
- die Vielfalt der einheimischen Tier- und Pflanzenarten, die Lebensraumtypen sowie das Landschafts- und Ortsbild zu erhalten und so weit wie möglich zu verbessern,
- schützenswerte Lebensräume einheimischer Tier- und Pflanzenarten aufzuwerten und zu vernetzen,
- bei neuen Bauten, Anlagen und Nutzungen der Charakter des Landschafts- und Ortsbildes zu wahren und zu stärken,
- bestehende Beeinträchtigungen des Landschafts- und Ortsbildes durch Bauten, Anlagen und Nutzungen bei sich bietender Gelegenheit zu vermindern oder zu beheben.

Zur Stärkung der nachhaltig betriebenen Wirtschaft sind im Regionalen Naturpark insbesondere:
- die lokalen natürlichen Ressourcen umweltschonend zu nutzen;
- die regionale Verarbeitung und die Vermarktung von im Park erzeugten Produkten zu stärken;
- die auf einen naturnahen Tourismus und die Umweltbildung ausgerichteten Dienstleistungen zu fördern;
- die Verwendung umweltverträglicher Technologien zu unterstützen.

### Naturerlebnispark
Ein Naturerlebnispark ist ein natürliches Erholungsgebiet in der Nähe des Kerns einer Agglomeration. In der «Kernzone» steht die freie Naturentwicklung im Vordergrund, in der «Übergangszone» liegt der Schwerpunkt auf Naherholung und Umweltbildung.
Die Fläche der «Kernzone» eines Naturerlebnisparks beträgt mindestens 4 km².
Die «Übergangszone» umfasst die Kernzone möglichst vollständig. Sie weist eine Fläche auf, die in einem angemessenen Verhältnis zur Fläche der Kernzone steht.
Ein Naturerlebnispark liegt im Umkreis von höchstens 20 Kilometern des Kerns einer Agglomeration und in topographisch ähnlicher Höhenlage.
Er ist mit dem öffentlichen Verkehr gut erreichbar.
Zur freien Entwicklung der Natur sind in der «Kernzone» ausgeschlossen:
- das Betreten ausserhalb der vorgegebenen Wege sowie das Mitführen von Tieren mit Ausnahme von Hunden, die an der Leine geführt werden;
- das Befahren mit Fahrzeugen jeglicher Art ausgenommen mit Fahrzeugen ohne Motor auf Routen, die nach Artikel 54a der Signalisationsverordnung vom 5. September 1979 signalisiert sind;
- das Erstellen von Bauten und Anlagen sowie die Vornahme von Bodenveränderungen;
- die land- und waldwirtschaftliche Nutzung;
- die Ausübung der Fischerei und der Jagd mit Ausnahme der Regulierung von Beständen jagdbarer Arten zur Verhütung erheblicher Wildschäden;
- das Sammeln von Gesteinen, Mineralien, Fossilien, Pflanzen und Pilzen sowie das Fangen von Tieren.

Zur Ermöglichung von Naturerlebnissen und zur Gewährleistung der Pufferfunktion zugunsten der Kernzone sind in der «Übergangszone»:
- geeignete Massnahmen zur Umweltbildung der Besucher zu treffen
- land- und waldwirtschaftliche Nutzungen sowie neue Bauten und Anlagen, welche die Entwicklung unberührter Lebensräume der einheimischen Tier- und Pflanzenarten beeinträchtigen, ausgeschlossen
- schützenswerte Lebensräume einheimischer Tier- und Pflanzenarten aufzuwerten und zu vernetzen
- das freie Betreten, das Sammeln von Gesteinen, Mineralien, Fossilien, Pflanzen und Pilzen sowie das Fangen von Tieren zu beschränken, soweit dies zum Schutz der einheimischen Tier- und Pflanzenarten erforderlich ist.

## Verzeichnis der Pärke
Zurzeit gibt es 17 Gebiete, die als Park von nationaler Bedeutung anerkannt sind. Drei weitere Pärke warten als Kandidaten auf die Anerkennung. Die Fläche aller anerkannten Pärke und Parkkandidaten beträgt zusammen 525'000 Hektaren, was rund 13 % der Fläche der Schweiz entspricht.

### Erklärung
- Name: Nennt den Namen des Parks.
- Kanton: Flagge und Name des Kantons, in dem der Park liegt.
- Initiative: Nennt das Jahr, in dem der Park festgelegt wurde
- Kategorie: Nationalpark, regionaler Naturpark oder Naturerlebnispark
- Anerkennung: Nennt das Jahr, in dem der Park als Park von nationaler Bedeutung anerkannt wurde
- Fläche: Nennt die Fläche des Naturparks in Quadratkilometern.
- Beschreibung: Gibt eine kurze, charakteristische Beschreibung des Parks und teilweise seiner Lage.

### Anerkannte Pärke von nationaler Bedeutung
| Name                                                 | Kanton                   | Initiative | Kategorie            | Anerkennung | Fläche [km²] | Beschreibung |  |
| ---------------------------------------------------- | ------------------------ | ---------- | -------------------- | --- | ------------ | --- |  |
| Parc Naziunal Svizzer – Schweizerischer Nationalpark | Graubünden               | 1914       | Nationalpark         | 1914 Basierend auf dem Bundesgesetz über den Schweizerischen Nationalpark im Kanton Graubünden (Nationalparkgesetz) | 170,3        | Der Nationalpark erstreckt sich im Engadin auf einer Höhe 1400 m. ü. M bis 3174 m. ü. M. Die Hälfte der Nationalparkfläche ist aufgrund der Höhe vegetationsfrei, ein Drittel ist bewaldet, auf der übrigen Fläche sind alpine Matten zu finden. Er ist geprägt von einer hochalpinen Flora und Fauna. Von 1991 bis 2007 war der Schweizerische Nationalpark Aussetzungsort der in den Alpen im letzten Jahrhundert ausgestorbenen Bartgeier.                            |  |
| UNESCO Biosphäre Entlebuch                           | Luzern                   | 2001       | Regionaler Naturpark | 2008 | 394,5        | Die Biosphäre Entlebuch umfasst das Haupttal der kleinen Emme. Die Landschaft ist geprägt von Hoch- und Flachmooren. |  |
| Naturpark Thal                                       | Solothurn                | 2009       | Regionaler Naturpark | 2009 | 139,4        | Der regionale Naturpark Thal liegt eingebettet in die Gebirgszüge des Solothurner Juras zwischen Weissenstein und Wasserfallen. |  |
| Wildnispark Zürich                                   | Zürich                   | 1986       | Naturerlebnispark    | 2009 | 11           | Der Naturerlebnispark erstreckt sich südlich der Agglomeration Zürich an der Ostflanke der Albiskette. Der Sihlwald ist Bestandteil des grössten zusammenhängenden Laubmischwaldes des Schweizer Mittellandes. |  |
| UNESCO Biosfera Val Müstair                          | Graubünden               | 2007       | Regionaler Naturpark | 2010 | 198,6        | Die Biosfera liegt im östlichsten Teil der Schweiz zwischen dem Schweizer Nationalpark und dem Parco Nazionale dello Stelvio in Italien. Neben dem Rambachtal umfasst die Biosfera den Lai da Rims, einem Karsee mit reichem glazialen Formenschatz, und die Landschaftsschutzzone Val Mora. |  |
| Jurapark Aargau                                      | Aargau und Solothurn     | 2003       | Regionaler Naturpark | 2012 | 241          | Der Naturpark ist geprägt von einer vielfältigen Kulturlandschaft des Tafel- und Kettenjuras zwischen den Agglomerationen Basel und Zürich. |  |
| Parc régional Chasseral                              | Bern und Neuenburg       | 2001       | Regionaler Naturpark | 2012 | 387          | Die höchste Erhebung des Naturparks ist der namensgebende Chasseral mit 1607 Metern. Charakteristisch für die Landschaft sind die bewaldeten Weideflächen des Juras. |  |
| Naturpark Diemtigtal                                 | Bern                     | 2009       | Regionaler Naturpark | 2012 | 135,4        | Das Diemtigtal liegt eingebettet zwischen Niesen- und Turnenkette. Den südlichen Talabschluss bilden das Seehorn, Spillgerten, Rauflihorn und der höchste Gipfel im Tal ist die Männliflue auf 2652 m. ü. M. |  |
| Naturpark Gantrisch                                  | Bern und Freiburg        | 2008       | Regionaler Naturpark | 2012 | 388,1        | Der Naturpark erstreckt sich unweit von Bern über die Gantrischkette und den Schwarzsee zur Gurnigel-Passhöhe mit weiten Moorlandschaften, Guggisberg mit dem Guggershörnli, die Flusslandschaft Sense-Schwarzwasser, den Längenberg und das Gürbetal. |  |
| Parc Ela                                             | Graubünden               | 2005       | Regionaler Naturpark | 2012 | 547,5        | Das Parkgebiet umfasst das Albulatal und das Surses, das Kesch-Ducan-Gebiet. Bedeutende Erhebungen sind der Piz Mitgel und der Piz Ela sowie der Pass Lunghin mit einem bedeutenden Wasserscheidepunkt. Grosse Reliefunterschiede prägen das Landschaftsbild. |  |
| Parc naturel régional Gruyère Pays-d’Enhaut          | Freiburg und Waadt       | 2005       | Regionaler Naturpark | 2012 | 630          | Der Naturpark in den Waadtländer und Freiburger Voralpen ist die Wiege einer gemeinsamen Kultur, mit den Schwerpunkten Viehzucht, Käseerzeugung, Folklore und Sennen. |  |
| Landschaftspark Binntal                              | Wallis                   | 2008       | Regionaler Naturpark | 2012 | 181,2        | Der Naturpark erstreckt sich auf der Südseite des Goms im Wallis und umfasst die Gemeinden Binn, Ernen und Grengiols. Ein besonderer Reichtum an Mineralien und eine einzigartige Flora zeichnen das Binntal aus. |  |
| Naturpark Beverin                                    | Graubünden               | 2009       | Regionaler Naturpark | 2013 | 372,5        | Der Naturpark erstreckt sich über Teile des Hinterrheintals sowie des Safientals mit dem Piz Beverin als zentralem Punkt. Alpine Kulturlandschaften prägen neben hochalpinem Gebirge das Landschaftsbild. |  |
| Parc du Doubs                                        | Jura, Neuenburg und Bern | 2009       | Regionaler Naturpark | 2013 | 293,7        | Der Naturpark liegt im Nordwesten der Schweiz. Zwischen Saint-Ursanne und dem Saut du Doubs bildet der namensgebende Doubs die Grenze zu Frankreich. |  |
| Parc Jura vaudois                                    | Waadt                    | 1973       | Regionaler Naturpark | 2013 | 530,6        | Der Naturpark zieht sich vom La Dôle Gipfel zum mittelalterlichen Klosterstädtchen Romainmôtier. Im Norden liegt das Vallée de Joux auf 1000 m Höhe mit dem Lac de Joux. |  |
| Naturpark Pfyn-Finges                                | Wallis                   | 2005       | Regionaler Naturpark | 2013 | 276,5        | Der Naturpark umfasst die Aue sowie die Nord- und Südhänge des Rhonetales im mittleren Wallis auf einer Höhe von 500 bis 4100 m ü. NN. Charakteristisch für den Naturpark ist die Auenlandschaft der Rhone und der Illgraben als imposantes Wildbachgerinne. Das Schutzgebiet Pfynwald bildet das Kernstück des Parks. |  |
| Regionaler Naturpark Schaffhausen                    | Schaffhausen             | 2008       | Regionaler Naturpark | 2018 | 209          | Die Region Schaffhausen mit ihren Natur- und Kulturlandschaften ist einzigartig. Die Hügel des Randens, die weiten Rebberge und Landwirtschaftsflächen, Wälder, die typischen Dörfer und der Rhein verleihen der Gegend ihre Vielfalt. Zum Naturpark gehören die Regionen Randen, Südranden, Hochrhein, Klettgau und Reiat. Beteiligt sind auch zwei deutsche Gemeinden. Damit ist der Regionale Naturpark Schaffhausen der erste grenzüberschreitende Park der Schweiz. |  |

### Anerkannte Parkkandidaten von nationaler Bedeutung
| Name                             | Kanton | Initiative | Kategorie         | Anerkennung | Fläche | Beschreibung |
| -------------------------------- | ------ | ---------- | ----------------- | ----------- | ------ | ------------ |
| Parco nazionale del Locarnese    | Tessin | 2000       | Nationalpark      | 2011        | 223,1  |              |
| Parc naturel périurbain du Jorat | Waadt  | 2012       | Naturerlebnispark | 2016        | 22     |              |